# Henri Basset
Henri Basset (Lunéville, 7 novembre 1892 – Rabat, 13 aprile 1926) è stato un orientalista e linguista francese.
Fu particolarmente attivo negli studi di lingua e letteratura berbera.
Nacque il 7 novembre 1892 a Lunéville (Meurthe e Mosella) nella regione della Lorena. Il padre, René Basset fu il caposcuola degli studi berberi e nordafricani, e trasmise ai figli questa sua passione (l'altro figlio, André, divenne poi a sua volta caposcuola nelle medesime discipline).
Henri ebbe una vita breve (morì a soli 33 anni, il 13 aprile 1926, a Rabat), ma ebbe comunque tempo e modo di farsi apprezzare per la serietà e la qualità dei suoi lavori. Tra le altre cose, va ricordato che a lui si deve la prima monografica consacrata alla letteratura berbera (H. Basset 1920a).
Trascorse gran parte della sua giovinezza ad Algeri, dove il padre dirigeva la Scuola superiore di Lettere. Subito dopo la laurea, conseguita all'École normale supérieure, partì per il fronte nella prima guerra mondiale, dove, raggiunto dallo scoppio di una bomba, riportò danni alla salute che contribuirono alla sua fine prematura.
Trasferitosi in Marocco, aprì ben presto un insegnamento di Etnografia marocchina alla Scuola Superiore di lingua araba e dialetti berberi. Fu portato soprattutto agli studi archeologici ed etnografici, ma ebbe comunque una profonda conoscenza anche della lingua berbera, il che gli permise di comporre, per il suo dottorato (sostenuto ad Algeri nel 1920), un notevole Saggio sulla letteratura dei berberi che è ancor oggi tra le poche opere complessive esistenti sull'argomento.
Fu tra i fondatori della rivista Hespéris, in cui pubblicò, oltre a numerosi articoli, anche una grande quantità di importanti recensioni ad opere di argomento nordafricano uscite in quegli anni. Morì dopo una breve malattia, al ritorno da una campagna di scavo a Marrakesh. Uno dei suoi lavori più importanti, sull'architettura di epoca almohade, venne pubblicato postumo, con poche integrazioni da parte del coautore, H. Terrasse, prima sulla rivista Hespéris e poi in volume.